# Sail Simulator 5
Pour les articles homonymes, voir Sail.
Sail Simulator 5 (ou Sail Simulator 2010) est un simulateur de voile créé en 2010 par le studio Stentec et édité par Iceberg Interactive.
Il permet le contrôle de divers voiliers.